# Tiffany McCarty
Tiffany McCarty (* 14. Dezember 1990 in Laurel, Maryland) ist eine US-amerikanische Fußballspielerin.

## Karriere
Von 2007 bis 2008 spielte McCarty in der W-League-Mannschaft der Washington Freedom, ehe sie im folgenden Jahr für deren Reserveteam auflief. Im Sommer 2011 spielte sie für die Pali Blues, ebenfalls in der W-League. McCarty wurde Anfang 2013 beim College-Draft zur neugegründeten NWSL an Position zwei von der Franchise der Washington Spirit verpflichtet. Ihr Ligadebüt gab sie am 14. April 2013 gegen die Boston Breakers, in diesem Spiel erzielte sie auch ihren ersten Treffer in der NWSL. Im September 2013 wechselte McCarty auf Leihbasis zum japanischen Erstligisten Albirex Niigata und nach ihrer Rückkehr in die USA zur neugegründeten NWSL-Franchise Houston Dash. Im September 2014 wechselte sie erneut auf Leihbasis zu Albirex Niigata. Zur Saison 2016 schloss sich McCarty dem amtierenden Meister FC Kansas City an. Anfang 2017 wechselte sie zum norwegischen Erstligisten Medkila IL.

## Erfolge
- 2007: Meisterschaft in der W-League (Washington Freedom)